# هامبورغ أمريكا لاين
 هامبورغ أمريكا كانت شركة شحن تنشط عبر المحيط الأطلسي تأسست في هامبورغ في ألمانيا في عام 1847. وكان من بين المشاركين في تطويرها ألبرت بالين (المدير العام)، أدولف جودفروي، فرديناند لاييز، كارل فورمان، أغسطس بولتن وآخرون، ومصدر تمويلها الرئيس كان مؤسسو بنك بيرينبيرج وشركة HJ Merck & Co. وسرعان ما تطورت لتصبح أكبر شركة ألمانية، وفي بعض الأوقات كانت أكبر شركة شحن في العالم، تخدم السوق الذي أنشأته الهجرات الألمانية إلى الولايات المتحدة والهجرات من أوروبا الشرقية لاحقا. في 1 سبتمبر 1970، بعد 123 عامًا كشركة مستقلة، اندمجت الشركة مع شركة نورث جيرمن لويد في مدينة بريمن لتشكيل شركة هاباج لويد.

## الموانئ
في السنوات الأولى من عمر الشركة قامت بربط الموانئ الأوروبية بموانئ أمريكا الشمالية بشكل حصري، مثل هوبوكين في ولاية نيوجيرسي ونيو أورلينز في ولاية لويزيانا. ومع مرور الوقت، قامت الشركة بإنشاء خطوط نقل لجميع القارات. قامت الشركة ببناء محطة كبيرة لنقل وعبور المحيطات في كوكسهافن في ألمانيا، في عام 1900. تم توصيل المحطة الموجودة في كوكسهافن مباشرة بهامبورغ لتصبح نقطة انطلاق رئيسية للمهاجرين الألمان والأوروبيين إلى أمريكا الشمالية حتى عام 1969 عندما توقف السفر عبر المحيطات. أصبحت المحطة اليوم بمثابة متحف ومحطة لسفن السياحية.